# دانا آلتمن
دانا آلتمن (انگلیسی: Dana Altman؛ زادهٔ ۱۶ ژوئن ۱۹۵۸) سرمربی (بسکتبال) اهل ایالات متحده آمریکا است.